# Das Gesetz der Macht
Das Gesetz der Macht (Originaltitel: Class Action) ist ein US-amerikanisches Filmdrama von Michael Apted aus dem Jahr 1991.

## Handlung
Jedediah Tucker Ward und seine Tochter Maggie Ward sind beide Anwälte. Jedediah vertritt häufig einfache Bürger in Prozessen gegen große Konzerne, während Maggie – die die Wut auf ihren Vater antreibt – für die Unternehmen tätig ist.
Jedediah reicht eine Sammelklage gegen den Autohersteller Argo ein, dessen Produkte gefährliche Konstruktionsfehler aufweisen sollen, durch die bereits 150 Unfälle verursacht wurden. Darunter einige mit Todesfolge. Maggie vertritt das Unternehmen und tritt vor Gericht gegen ihren Vater auf. Im Laufe der Handlung verstirbt Estelle Ward, Ehefrau und Mutter der Hauptfiguren, im Gerichtsgebäude. Maggie wirft ihrem Vater nach der Beerdigung vor, ihre Mutter mehrmals betrogen zu haben und verlässt wutentbrannt das Haus.
Als Maggie ihren Vater in seiner Kanzlei besuchen will, ist er gerade nicht anwesend. Sie kommt ins Gespräch mit einem seiner jüngeren Mitarbeiter, der ihn bewundert und auch sie schon länger kennt. Er sagt ihr gründlich die Meinung, was ihren Vater angeht und öffnet ihr die Augen, dass sie sich im Grunde immer von ihrer Wut gegen ihren Vater hat bestimmen lassen, obwohl sie ihn gar nicht wirklich kennt. Egal, was er tue, sie tue prompt das Gegenteil und erlege sich so eine unbewusste Fremdbestimmung auf, anstelle zu sich selbst zu finden. 
Maggie erfährt, dass der pensionierte Mitarbeiter von Argo Alexander Pavel einst vor der gefährlichen Konstruktion der elektrischen Anlage der Fahrzeuge warnte. Aus Kostengründen wurde die Anlage erst später verändert. Einer der Kollegen von Maggie beriet damals das Unternehmen und gab den Ratschlag, das Risiko der möglichen Klagen hinzunehmen. Derselbe Kollege zerstört die einzige Kopie des Berichts, was bei Maggie ethische Bedenken hervorruft, während sein Vorgesetzter es zum Schutz der Anwaltskanzlei billigt. Maggie wird von den beiden unter Druck gesetzt. Im finanziellen Interesse der Anwaltsfirma sollen die Verfehlungen ihres Kollegen weiterhin vertuscht werden, und es soll mit Tricks dafür gesorgt werden, dass Maggies Vater ihnen nicht auf die Schliche kommt. Allerdings ist inzwischen auch Jedediah auf Pavels Spur.
Ernüchtert besucht Maggie ihren Vater. Sie söhnen sich aus und haben ein langes Gespräch. Später spricht Maggie mit ihrem Kollegen und sagt, sie sehe ein, dass er recht habe und sie keine Schwierigkeiten mehr mit moralischen Bedenken machen werde.
Im Gerichtssaal ruft Jedediah Pavel als seinen Zeugen auf. Maggie weiß von der Zahlenschwäche des alten Mannes und stellt ihn vor Gericht als unzuverlässig dar, da er sich nicht mal an seine eigene Telefonnummer, Geburtsdatum sowie Postleitzahl erinnern kann, was den Geschworenen suggerieren soll, er könne sich nicht mehr genau an sein ehemaliges Projekt erinnern. Jedediah scheint geschlagen, doch dann ruft er überraschend Maggies Kanzleikollegen in den Zeugenstand. Zunächst durch Jedediah und dann durch Maggie selbst befragt, sagt der Kollege unter Eid aus, Pavels Bericht habe niemals existiert. Jedediah ruft daraufhin den Chefbuchhalter des Unternehmens auf. Er bestätigt, dass der Bericht einst existierte, was auch das Ende dieses Kollegen als Anwalt bedeutet, weil er unter Eid gelogen hat.
In einem Disput im Richterzimmer zwischen Jedediah, dem Richter und Maggies Chef kommt heraus, dass Maggie ihrem Vater bei dem Gespräch einige Tage zuvor aus Gewissensgründen die entscheidenden Fakten mitgeteilt hat und auch den Chefbuchhalter als möglichen Zeugen nannte, was im Interesse der Wahrheit und angesichts der fatalen Verfehlungen legitim war. Vater und Tochter haben sich abgesprochen und der Gegenseite eine Falle gestellt. Am Ende gewinnt Jedediah 100 Millionen US-Dollar Schadensersatz für die Betroffenen.

## Kritiken
Joe Brown schrieb in der Washington Post vom 15. März 1991, das Drehbuch sei „klüger als durchschnittlich“ und baue die Spannung „fachmännisch“ auf. Gene Hackman sei in der „Top-Form“.
Roger Ebert schrieb in der Chicago Sun-Times vom 15. März 1991, die meisten Trailer würden mehr versprechen als der Film biete. Dieser Fall sei eine Ausnahme – sein Trailer deute eine formelhafte Handlung mit Klischees an, während der Film „überraschende Intelligenz“ und „Empathie“ zeige. Beide Hauptcharaktere seien im Recht, beide hätten Schwächen – der Film zeige deren Weg des Vergebens und des Sich-Änderns. Gene Hackman sei im Film „wundervoll“, aber Mary Elizabeth Mastrantonio sei der wahre Mittelpunkt des Geschehens. Ebert lobte außerdem die Nebendarsteller Joanna Merlin, Donald Moffat, Jan Rubes und Colin Friels.
Die Zeitschrift Cinema schrieb, der Film sei ein „oberflächliches Drama“, dem „gute Hauptdarsteller“ Profil verleihen würden. Die Darstellung von Laurence Fishburne in einer Nebenrolle wurde als „glänzend“ gelobt.
Prisma bewertet den Film als „spannend inszeniertes Gerichtsdrama mit einer hervorragenden Darsteller-Crew. Besonders Gene Hackman und Mary Elizabeth Mastrantonio überzeugen als Vater und Tochter, die sich im Gerichtssaal heftige Wortgefechte liefern.“

## Auszeichnungen
Michael Apted wurde im Jahr 1991 für den Goldenen St. Georg des Internationalen Filmfestivals Moskau nominiert.

## Hintergrund
Der Film wurde in San Francisco, in Oakland (Kalifornien) und im Tech Mart Building in Santa Clara (Kalifornien) gedreht. Er spielte in den Kinos der USA ca. 24,3 Millionen US-Dollar ein.
Eine dem Filmplot vergleichbare Kostenabwägung hatte Ford für sein Modell Pinto, dessen Tank im Heck gegen Auffahrunfälle nahezu ungeschützt war, vorgenommen.